# Amadou Sow
Amadou Sow (Ségou; 18 de noviembre de 1998) es un baloncestista maliense que pertenece a la plantilla del Strasbourg IG de la LNB Pro A. Con 2,06 metros de estatura, juega en la posición de ala-pívot.

## Trayectoria deportiva

### Universidad
Jugó cuatro temporadas con los Gauchos de la Universidad de California en Santa Bárbara, en las que promedió 13,8 puntos y 7,4 rebotes por partido. En sus dos primeras temporadas fue incluido en el segundo mejor quinteto de la Big West Conference, mientras que en las dos últimas lo fue en el primero.

#### Estadísticas
| Año     | Equipo           | PJ  | PT  | MPP  | %TC  | %3P  | %TL  | RPP | APP | ROB | TPP | PPP  |
| ------- | ---------------- | --- | --- | ---- | ---- | ---- | ---- | --- | --- | --- | --- | ---- |
| 2018–19 | UC Santa Barbara | 32  | 31  | 23.7 | .564 | .20  | .709 | 6.6 | .4  | .5  | .8  | 12.2 |
| 2019–20 | UC Santa Barbara | 31  | 31  | 26.8 | .547 | .381 | .739 | 7.0 | .8  | .7  | 1.1 | 14.1 |
| 2020–21 | UC Santa Barbara | 26  | 25  | 26.0 | .573 | .077 | .825 | 7.6 | .6  | .6  | .6  | 13.6 |
| 2021–22 | UC Santa Barbara | 28  | 28  | 29.7 | .564 | .303 | .764 | 8.4 | .7  | .8  | .8  | 15.6 |
| Total   | Total            | 117 | 115 | 26.5 | .561 | .301 | .756 | 7.4 | .6  | .6  | .8  | 13.8 |

### Profesional
Tras no ser elegido en el Draft de la NBA de 2022, disputó la Liga de Verano de la NBA con los New Orleans Pelicans, jugando tres partidos en los que promedió 4,3 puntos y 3,3 rebotes. Firmó su primer contrato profesional con el ADA Blois de la LNB Pro A francesa, con los que jugó una temporada, en la que promedió 13,8 puntos y 5,2 rebotes por partido.
El 19 de junio de 2023 fichó por el equipo esloveno del KK Cedevita Olimpija, de la ABA Liga, Promedió 7,4 puntos y 5,0 rebotes por partido, hasta que una lesión en su rodilla hizo que llegara a un acuerdo con el club para rescindir el contrato en enero de 2024, regresando a Estados Unidos para la operación y posterior rehabilitación.
El 9 de enero de 2025 regresó a la liga francesa para fichar por el Strasbourg IG.